# Путь (Одни из нас)
«Путь» (англ. The Path) — третий эпизод второго сезона американского постапокалиптического телесериала «Одни из нас». Сценарий к эпизоду написал соавтор сериала Крэйг Мэйзин, а его режиссёром стал Питер Хоар. Премьера эпизода состоялась 27 апреля 2025 года на канале HBO. В эпизоде рассказывается о том, как живут Элли (Белла Рамзи), Томми (Гэбриел Луна), Дина (Изабела Мерсед) и Джесси (Янг Мазино) через три месяца после нападения заражённых на Джексон, Вайоминг, в то время как Элли настаивает на поиске убийц Джоэла в Сиэтле.
Эпизод снимался где-то в апреле 2024 года. Сценаристы хотели, чтобы эпизод был посвящён Джексону и отдавал дань уважения Джоэлу, позволив зрителям погоревать. В этом эпизоде впервые показаны Серафиты, религиозная группа в Сиэтле, дизайн которой был основан на дизайне из игры; для шрамов на их лицах потребовалось нанесение сложного грима, для которого разработали несколько вариантов дизайна. Критики высоко оценили режиссуру эпизода, операторскую работу, сценарий и химию между Рамзи и Мерсед, хотя некоторые сочли диалоги и темы слишком навязчивыми. На линейном телевидении эпизод посмотрели 768 000 зрителей.

## Сюжет
После нападения заражённых на Джексон, Вайоминг, и смерти Джоэла, Томми чистит тело Джоэла и готовит его к похоронам. Элли доставляют в больницу, и она просыпается с криком, вспомнив смерть Джоэла. Три месяца спустя Джексон всё ещё восстанавливается, а Элли признают физически готовой покинуть больницу. Она проходит психологическое обследование у Гейл, которая расспрашивает её о чувствах относительно смерти Джоэла и ссылается на их последнюю совместную сессию, во время которой он сказал, что спас Элли. Хотя Гейл пытается выяснить подробности, Элли утверждает, что не знает, о чём говорил Джоэл, и настаивает на том, что она восстановилась в психическом плане. Она посещает дом Джоэла и плачет, прикоснувшись к его курте. Приходит Дина и рассказывает Элли, что группа, убившая Джоэла — члены Вашингтонского Освободительного Фронта (ВОФ) — базируется в Сиэтле.
На городском собрании несколько горожан выступают против отправки группы в Сиэтл, чтобы разыскать их; Сет гневно утверждает, что они должны отправить группу для защиты Джексона, а Элли читает письмо, убеждающее горожан послать группу из соображений правосудия, а не мести. Восемь из одиннадцати членов городского совета отвергают это предложение. Томми разговаривает с Гейл и выражает своё беспокойство по поводу того, что Элли может совершить какой-нибудь необдуманный поступок после итогов голосования, а Гейл говорит ему, что некоторых людей невозможно спасти от самих себя и их действий. Когда Элли готовится отправиться в Сиэтл одна, Дина говорит ей, что присоединится к ней, взяв необходимые припасы. Сет помогает им покинуть Джексон.
На следующее утро Элли оставляет кофейные зёрна на могиле Джоэла. Когда она и Дина отправляются в Сиэтл, они обсуждают свой поцелуй на вечеринке в честь Кануна Нового года, утверждая, что это ничего не значило. Дина говорит, что Джесси ей кажется грустным, подозревая, что такова его природа, и опасаясь, что это может быть связано с ней. Позже Элли и Дина натыкаются на группу мёртвых Серафитов, среди которых маленькая девочка, из-за чего у Дины начинается рвота. Они прибывают в Сиэтл и замечают отсутствие членов ВОФ. Тем временем колонна из десятков солдат ВОФ марширует по улицам Сиэтла с несколькими бронированными машинами.

## Производство

### Разработка и сценарий

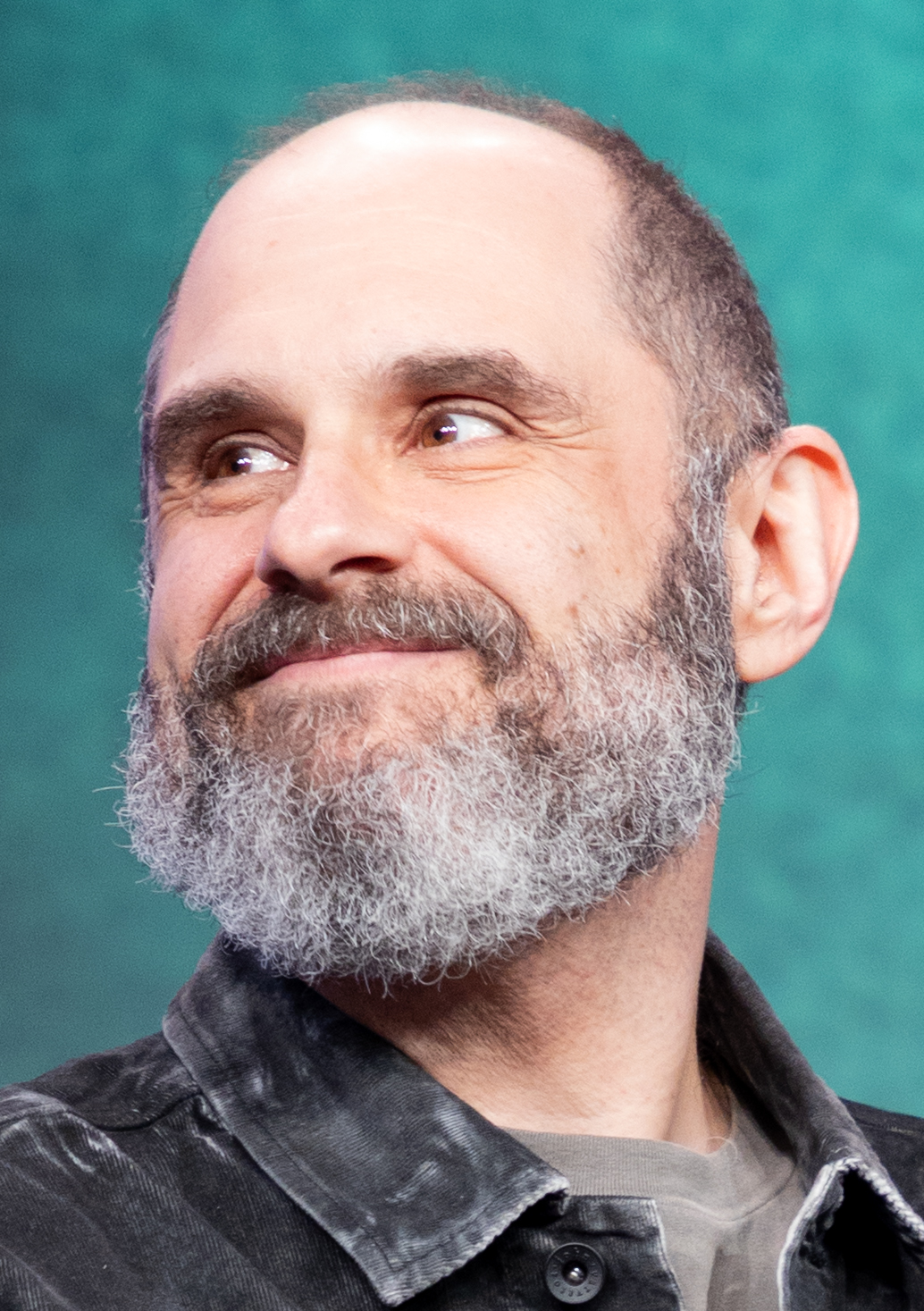
Сценарий к «Пути» написал соавтор сериала Крэйг Мэйзин

Сценарий к «Пути» написал соавтор сериала «Одни из нас» Крэйг Мэйзин, а его режиссёром стал Питер Хоар. О возвращении Хоара к работе над сериалом было объявлено в январе 2024 года; ранее он был режиссёром эпизода «Долгое-долгое время» из первого сезона. Сценаристы чувствовали, что начальные моменты эпизода должны были быть посвящены Джоэлу, в особенности из-за горя зрителей; Мэйзин считал важным уделить особое внимание семье, поскольку первый эпизод сериала был посвящён Джоэлу, Саре и Томми, в живых из которых остался лишь Томми.:2:10 Изначально у Томми было больше реплик в сцене, где он обращается к Элли, однако позже их сократили до одной реплики о Саре. Нил Дракманн, соавтор сериала и один из режиссёров и сценаристов игры, на которой основан сезон, счёл сцену трогательной.:3:01
Дракманн считал, что сериал, после смерти Джоэла, даёт возможность проследить за жизнью в Джексоне, которая была показана в игре, но не была подробно раскрыта.:3:01 По мнению сценаристов, пребывание Элли в больнице на протяжении трёх месяцев дало ей больше времени, чтобы осмыслить смерть Джоэла и обдумать свои дальнейшие действия.:5:42 Мэйзин рассматривал сцену на могиле Джоэла как возможность для зрителей погоревать, как на похоронах, прежде чем Элли и Дина отправятся в Сиэтл.:10:25 Мэйзин и Хоар сравнили сцену с Элли и Гейл с «кулачным боём», где оба персонажа сражаются с помощью слов и интеллекта.:10:38 Мэйзин чувствовал, что решение Элли забрать пистолет Джоэла — а не другие вещи, такие как его часы — отражает её отношения с Джоэлом: они спасали друг друга с помощью насилия, и она намерена отомстить за него таким же образом.:17:29
Мэйзин и Дракманн считали, что собрание городского совета позволило большому количеству персонажей поделиться своими мыслями после смерти Джоэла;:3:12 они подробно обсудили эту сцену, прежде чем написать её. Когда Дракманн читал черновой вариант сценария Мэйзина, он плакал, будучи тронутым тем, что кто-то выступает в защиту Джоэла, что было ещё более впечатляющим, учитывая, что это был Сет, который вступил в конфликт с Джоэлом в премьерном эпизоде второго сезона.:24:35 Мэйзин увидел в выступлении Сета отражение реальной жизни, где человек с противоположными ценностями разделяет одно и то же мнение, заставляя сомневаться в собственных инстинктах.:26:50 Мэйзину было трудно написать речь Элли, желая сделать её «довольно хорошей, но не искренней», и он чувствовал, что Белла Рамзи (исполнительница роли Элли) столкнулась с подобной сложностью при исполнении своей роли.:28:50 В титрах звучит новая версия песни Густаво Сантаолальи «The Path», которая первоначально была написана для первой игры The Last of Us (2013) и которую Том Морелло исполнил на гитаре; она была записана в лос-анджелесской Сантаолальи студии La Casa и выпущена в виде цифрового сингла.
Дракманн рассматривал Серафитов как продолжение групп из первого сезона, использующих различные методы выживания: Серафиты — через религию.:8:00 Мэйзин сравнил отношения отца и дочери в группе Серафитов с настоящими родительскими отношениями, где дети постоянно задают вопросы, что наиболее ярко отражено в романе Кормака Маккарти «Дорога» (2006), который частично вдохновил Дракманна во время создания первой игры.:51:17 Дизайн Серафитов был вдохновлён материалами для разработки игры, включая причёски и пончо; художник по костюмам Энн Фоули сочла пончо наиболее уместными для апокалиптического сеттинга. Пончо были изготовлены из жёсткого холста и состарены, были снабжены водонепроницаемым слоем на случай дождя во время съёмок, а символы на одежде Серафитов были нарисованы вручную. Фоули оценила то, что в эпизоде уделялось внимание незаражённым персонажам. Барри Гауэр и его команда по созданию сложного грима приняли решение о единообразии внешнего вида персонажей, учитывая особенности каждого из них, например то, что у маленьких детей не было шрамов. Было протестировано четыре варианта рубцов, включая инвертированные и келоидные; были выбраны углублённые шрамы, похожие на те, что были в игре, однако они намеренно были сделаны менее пугающими, чтобы намерения персонажей оставались неясными. Грим шрамов изготавливался из пастообразного материала и загущался с помощью миксера; уходило около 30-45 минут на то, чтобы наложить этот грим на актёров. Гауэр хотел убедиться, что грим не мешает актёрам играть и «не занимает слишком много места».

### Подбор актёров и персонажи

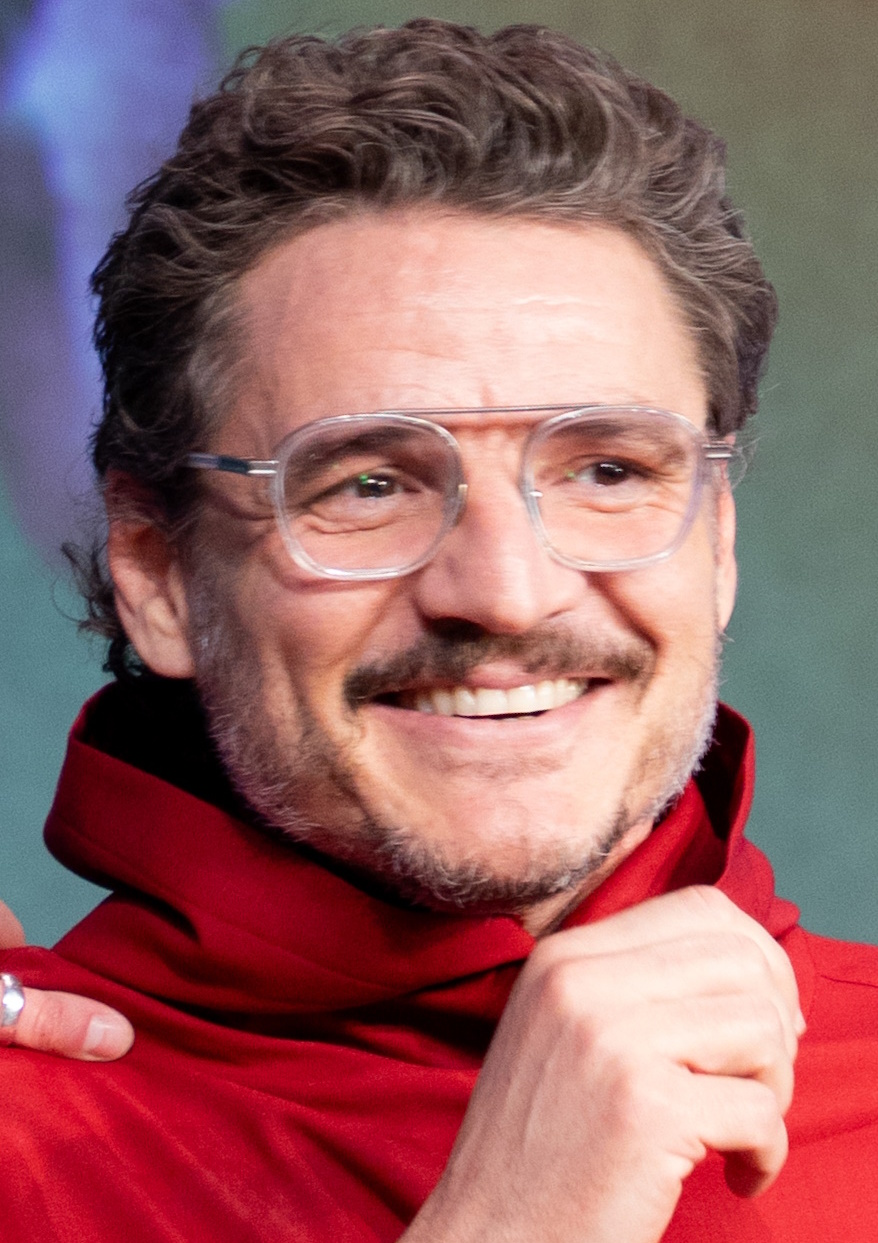
«Путь» стал первым эпизодом «Одних из нас» без Педро Паскаля в роли Джоэла

«Путь» стал первым эпизодом «Одних из нас», где Педро Паскаль не появляется в роли Джоэла; его имя и силуэт, символизирующий Джоэла, были удалены из начальной заставки. Рамзи была опечалена уходом Паскаля, но она была готова взять на себя роль ведущей актрисы и задать тон повествования. Она чувствовала, что этот эпизод показал, как Элли проходит стадии горя — от чувства «разбитости и онемелости» до гнева.:1:45 Она чувствовала, что Элли постепенно становится похожей на Джоэла, что, по мнению Хоара, отражалось в мелочах вроде обращения с оружием и привычке сидеть впереди лошади, пока за ней сидит Дина.:11:09 Рамзи считала, что ей сложнее всего играть в сценах в доме Джоэла, поскольку ей было трудно заставить себя заплакать перед камерой, особенно в окружении большой съёмочной группы, однако она обнаружила, что ей легче было вызвать слёзы, когда она вспоминает о счастливых моментах, проведённых с Паскалем.
Гэбриел Луна (исполнитель роли Томми) ждал съёмок начальной сцены, где Томми один очищает тело Джоэла, больше, чем экшн-сцены из предыдущего эпизода. Перед началом съёмок он был переполнен эмоциями и пытался расслабиться, чувствуя, что сцена требует от зрителей задуматься после грандиозного сюжетного поворота, связанного со смертью Джоэла. Он готовился к каждому дублю вне ресторана на «устрашающе пустых улицах», технические аспекты которых позволяли ему «осушить» эмоции, прежде чем погрузиться в сцену. Во время исполнения роли Луна вспомнил о своём горе на похоронах своего дедушки в 2013 году, во время которых он был один, и о других похоронах, на которых он присутствовал. Он попросил Хоара начать съёмки с крупного плана, так как он чувствовал, что в эмоциональном плане он был «вроде как уже там». В сцене был использован двойник тела Паскаля, Филипп, который был полностью загримирован по просьбе Луны, чтобы вызвать у Томми физическую реакцию гнева и отвращения. Так совпало, что спустя полгода Луна работал с Филиппом над сериалом «Джон Уэйн Гейси: Замаскированный дьявол», который, по его мнению, отражал отсутствие завершённости с персонажем Джоэла. Луна считал большую часть диалогов в этой сцене ненужной, но он находил катарсис в исполнении; большая их часть была вырезана из финальной версии. В некоторых дублях Томми переживал гораздо больший нервный срыв; Луна остался доволен сдержанностью финальной версии, считая Томми «человеком немногословным».
Луна наслаждался работой с Кэтрин О’Харой; они познакомились и работали вместе во время съёмок фильма «Тэмпл Грандин» (2010), хотя у них не было совместных сцен. Сын Томми и Марии, Бенджамин, изначально присутствовал при разговоре Элли с Томми, но сцена была переделана, поскольку актёр Эзра Агбонкхезе заболел; Луна чувствовал, что отсутствие Бенджамина лишило Томми причины его сдержанности. Луна считал, что Томми и Мария проголосовали «за» на городском собрании, тогда как Джесси проголосовал «против», основываясь на разговорах с Янгом Мазино (исполнителем роли Джесси); Изабела Мерсед (Дина) считала, что Джесси проголосовал «за». Рутина Уэсли (Мария) первоначально полагала, что Мария проголосует «против», но после разговора с Мазино изменила своё мнение, поняв, что поиски убийц Джоэла должны быть ради Джексона, а не Джоэла.:4:44 Кат-сцена показала, что Джесси неохотно присоединился к городскому совету после того, как один из его членов был убит; Мазино считал персонажа «приверженцем чёртовым правилам». Он думал, что Джесси будет следовать консенсусу сообщества независимо от своего собственного мнения, заботясь о своих друзьях, но понимая, что «он должен ставить сообщество на первое место». Он рассматривал Джесси как противоположность Элли; в то время как последняя была сосредоточена на мести, первый предпочитал действовать здраво и стремился служить своему сообществу.
Мерсед пыталась изобразить родителя, пытающегося поделиться плохими новостями с ребёнком, когда Дина рассказывает Элли о ВОФ, отметив, что «Дина приручает Элли». Она считала, что эта сцена была удобным способом для персонажей избежать обсуждения чувств друг к другу. Мерсед хотела показать, что Дина придерживается принципа «идти до самого конца», чтобы продемонстрировать её непоколебимую преданность Элли. Сцена была переснята несколько месяцев спустя по просьбе HBO; Мэйзин практически ничего не поменял, кроме расположения Элли и Дины, что, по мнению Мерсед, сделало сцену более захватывающей, а воспоминания Дины о группе Эбби — более расплывчатыми. Мерсед обнаружила, что пересъёмка этой сцены в конце производства сезона сделала её более терпеливой и чуткой к чувствам Элли. Что касается более поздней сцены, где Элли и Дина делят палатку, Мерсед оценила тот факт, что связь персонажей была скорее эмоциональной, нежели сексуальной, как это часто бывает с сапфическими отношениями в искусстве.

### Съёмки
Производство эпизода началось в апреле 2024 года. Ксения Середа, главный оператор-постановщик сериала, работала над эпизодом вместе с Хоаром. Середа старалась избегать делать ночный сцены «чрезмерно синими», предпочитая «сохранить во всём этом очень тёплое, почти грязное, пыльное, ржавое ощущение». Сцены в Джексоне снимались на площадке площадью 292 500 квадратных футов (27 170 м²), построенной на парковке в Ванкувере, которую ранее использовали в предыдущих эпизодах, и включающей 45 частично построенных зданий. Интерьер дом Джоэла был специально построен на звукозаписывающей студии специально для этого эпизода.:1:17 Середа плакала во время съёмок сцен с Элли в доме Джоэла. Хоар хотел, чтобы камера находилась «неудобно близко» к персонажам, чтобы почувствовать их боль.:2:03
Четыре камеры работали во время съёмок сцены в городском совете, охватывающей шесть с половиной страниц сценария, и которую сняли за один день; Середа хотела, чтобы были запечатлены несколько актёров и их выступления, а Хоар считал, что меньшее количество дублей с разных ракурсов делает игру актёров более эффектной.:5:16 С 13 по 17 сентября в центре Ванкувера проходили дополнительные съёмки — снаружи башни Гиннесса и Оушеаник Плаза — на которых была запечатлена колонна военной техники; Западная 16-я авеню была закрыта в течение последних двух дней и на ней было воссоздано шоссе, ведущее в Сиэтл, с несколькими сломанными автомобилями.

## Реакция

### Показ и рейтинги
Чтобы отпраздновать инклюзивный кастинг в сериала, Max объединился с Complex, чтобы провести предварительный показ «Пути» в NYA Studios в Лос-Анджелесе 24 апреля 2025 года, и в него входила групповая дискуссия с актёрами Ариэлой Барер, Тати Габриэль, Луной, Мерсед и Дэнни Рамиресом. Премьера эпизода состоялась на канале HBO 27 апреля 2025. На линейном телевидении эпизод посмотрели 768 000 зрителей, а его рейтинг составляет 0,18.

### Реакция критиков
«Путь» получил рейтинг 100% на сайте Rotten Tomatoes на основании 19 отзывов. Критики высоко оценили режиссуру Хоара и операторскую работу Середы, особенно в сцене на могиле Джоэла и сцен путешествия в Сиэтл, которые многие сравнивали с фильмами в жанре вестерн; Алекс Уэлш из TheWrap назвал сцену на кладбище «одним из самых кинематографичных и визуально впечатляющих моментов, достигнутых в „Одних из нас“».
Критики высоко оценили игру Рамзи, отметив то, как она убедительно изобразила горе и ярость Элли, что, по мнению Бринны Аренс из Den of Geek, сразу напомнило зрителям о смерти Джоэла. Доминик Баэс из «The Seattle Times» выделил сцену на могиле Джоэла, где Рамзи передавало «ещё свежее горе Элли, которое легко считывается с её лица», а Саймон Карди из IGN похвалил сцены в доме Джоэла. Крису Бенниону из «The Daily Telegraph» понравилась игра Рамзи, хотя он посчитал, что персонажу было «трудно сочувствовать и ещё труднее любить», а Мэри Кассель из Screen Rant посчитала, что Рамзи «действительно испытывает трудности на протяжении всего эпизода» из-за подавленных чувств Элли. Несколько обозревателей высоко оценили игру Мерсед, особенно её химию с Рамзи; Джошуа Ривера из «Vanity Fair» похвалил за то, что она добавила «мужества в довольно суровое шоу», а также за «то, как она держится даже в перерывах между весёлыми моментами». Кэролайн Сиде из The A.V. Club понравилось «тёплое, но практичное дополнение к сериалу» в виде Мазино, а Карди из IGN похвалил «томящую нежность» от вступительного диалога Луны. Некоторые критики выразили обеспокоенность относительно качестве сериала после ухода Паскаля.
Росс Бонейм из Collider назвал эпизод «мрачным, но необходимым», похвалив его за изображение «красоты общей боли». Алан Сепинуолл из «Rolling Stone» счёл мирное путешествие уместным напоминанием о сюжетных темах, где заражённые являются лишь фоном; Сиде из The A.V. Club посчитала, что бесцельность эпизода была намеренной и тревожащей, отметив, что неопределённый темп второго сезона является менее надёжным, чем у первого. Похвала была направлена на начальную сцену с Томми и возвращение Элли в дом Джоэла, что получило сравнение с концовкой фильма «Горбатая гора». Некоторые обозреватели сочли диалоги Гейл слишком навязчивыми; Дэниел Чин из The Ringer посчитал это удобным способом, чтобы дать представление о Джоэле и Элли. Кеннет Шепард из Kotaku назвал эту сцену «одной из самых разочаровывающих» и почувствовал, что городской совет «звучал как подкаст людей, обсуждающих» мораль сюжета. Карди из IGN также счёл персонажа Сета навязчивым, а Сьюзан Поло из Polygon считала, что его сюжетная линия искупления сделала гомофобию просто средством выражения сюжетных рамок. Кассель из Screen Rant раскритиковала темп эпизода как «одновременно слишком быстрый и слишком медленный», отметив быстрый переход в Сиэтл, первое появление Серафитов и их немедленную смерть за кадром. Некоторым понравилась сцена с Серафитами, но они задались вопросом по поводу её расположения в эпизоде, нелестно сравнивая её с «Ходячими мертвецами»; Кэти Долл из Comic Book Resources посчитала, что из-за того, что их представили как жалких персонажей, это лишило зрителей испытания расти вместе с ними.

## Комментарии
1. ↑  Как показано в эпизоде «Через долину»[5]
2. ↑  Сессия Джоэла с Гейл показана в эпизоде «Дни будущего»; он ссылается на свои действия в эпизоде «Ищи свет», где он спас Элли от Цикад и солгал по поводу того, что они не смогли найти лекарство для заражённых.
3. ↑  Как показано в эпизоде «Дни будущего»[6]